# Marquesado de Nules

Escudo del municipio de Nules (Castellón).

El marquesado de Nules es un título nobiliario español creado por el rey Felipe IV a favor de Joaquín Carroz de Centelles y Calatayud el 9 de junio de 1636, hijo de Gilabert de Centelles y Mercader II marqués de Quirra (De 1604 en Cerdeña).
Su denominación hace referencia al municipio de Nules perteneciente a la provincia de Castellón y a la comarca de la Plana Baja, en la Comunidad Valenciana.

## Antecedentes
El 8 de octubre de 1316 el rey Jaime II confirmó la venta que Ramón de Moncada, a la sazón señor de Nules, había hecho a su yerno, Gilabert de Centelles, del castillo y término de Nules.
Su hijo Gilabert de Centelles y Moncada, señor de Nules, alcanzó en la corte de Pedro el Ceremonioso una gran influencia política lo que acrecentó su poder y su riqueza. 
Sus descendientes siguieron siendo señores de Nules durante más de tres siglos, siendo Otger Catalá quién adoptó nuevamente el apellido familiar de "Centelles·, haciéndose llamar Gilabert Carroz de Centelles, II marqués de Quirra.
Su hijo Joaquín Carroz de Centelles y Calatayud fue nombrado primer marqués de Nules.

## Marqueses de Nules
|                        | Titular                                              | Periodo                |
| Creación por Felipe IV | Creación por Felipe IV                               | Creación por Felipe IV |
| ---------------------- | ---------------------------------------------------- | ---------------------- |
| I                      | Joaquín Carroz de Centelles y Calatayud              | 1636-1675              |
| II                     | Pascual Francisco de Borja y Centellas Ponce de León | 1675-1716              |
| ¿III?                  | Luis Ignacio Francisco de Borja y Centellas          | 1716-1740              |
| ¿III?                  | Giliberto de Centelles                               | 1716-1728              |
| IV                     | Giliberto de Centelles                               | ? -1754                |
| V                      | Giliberto Carroz de Centelles                        | ? -1766                |
| ¿VI?                   | Gilaberta Carroz de Centelles                        | 1766-1814              |
| ¿VI?                   | Felipe Carlos Osorio y de Castellví                  | 1766-1816              |
| VII                    | Felipe María Osorio y de la Cueva Velasco            | 1814/16-1859           |
| VIII                   | María del Pilar Loreto Osorio y Solís                | 1859-1921              |
| IX                     | Manuel Felipe Falcó y Osorio                         | 1922-1927              |
| X                      | María del Pilar Falcó y Álvarez de Toledo            | 1928- ?                |
| XI                     | Tristán de Morenés y Falcó                           | 1992-actual titular    |

## Historia de los marqueses de Nules
- Joaquín Carroz de Centelles y Calatayud Mercader y Bou (f. en 1675), I marqués de Nules, III marqués de Quirra. Casó tres veces:[2]

1. con Estefanía Moncada, hija de Francisco de Moncada y Moncada, III marqués de Aytona.
2. con Beatriz de Saavedra hija de Gaspar Juan Arias de Saavedra V conde de Castellar y de Francisca de Ulloa y Sarmiento III condesa de Villalonso. Le sucedió un pariente lejanísimo (en grado 10/17).
3. con Luisa de Velasco, hija de Luis de Velasco y Tovar, I marqués del Fresno.

- Pascual Francisco de Borja y Centellas Ponce de León (1653-1716), II marqués de Nules, X duque de Gandía. Le sucedió su hijo:

- Luis Ignacio Francisco de Borja y Centellas (1673-1740), ¿ III marqués de Nules ?, XI duque de Gandía.

- Giliberto de Centelles (f. en 1728), ¿III marqués de Nules?, VI marqués de Quirra. Le sucedió su hijo:

- Giliberto de Centelles (f. en 1754), IV marqués de Nules, VII marqués de Quirra. Le sucedió su hijo:

- Giliberto Carróz de Centelles (1717-1766), V marqués de Nules, VIII marqués de Quirra. Poseedor del palacio de su familia en Valencia y de varios mayorazgos en este reino,[3] nacido en 1717 y finado en 1766,[4] hijo de Gilberto Carroz de Centelles, olim Joaquín Catalá de Valeriola y Cardona, VII marqués de Nules y de Quirra, y de María Ana de Castellví y Escrivá de Híjar, su primera mujer, que casaron en 1722; nieto de Gilberto Carroz de Centelles, olim José Catalá de Valeriola y Sanchís, VI marqués de Nules y de Quirra, y de Francisca de Cardona y Pertusa, su primera mujer,[5] que era hermana del famoso arquitecto José de Cardona y Pertusa, caballero de Montesa; nieto materno de Felipe Lino de Castellví y Jiménez de Urrea, IV conde de Carlet, natural de Zaragoza, y de Mariana Escrivá de Híjar y Monsoriu, natural de Valencia y transitoriamente[6] condesa de la Alcudia y de Gestalgar, señora de la baronía de Estivella; y biznieto de Otger Catalá de Valeriola y Mompalau, caballero de Montesa,[7]  comendador, albacea y Tesorero General de esta Orden, y de Hermenegilda Sanchís. Este Otger Catalá de Valeriola fue el primero de su linaje que se llamó también Gilberto Carroz de Centelles, por haber sucedido en los marquesados de Quirra (en 1670) y Nules (en 1695, tras ganárselo en pleito al duque de Gandía), cuyas vinculaciones imponían dicho nombre y apellidos a los poseedores de la casa.[8]

1. Casó con María Rafaela de Góngora y Luján (1728-1794), VI condesa de Canalejas, II duquesa de Almodóvar del Río, grande de España, XI poseedora del adelantamiento de La Florida. Tuvieron por hija única y sucesora a:

- Gilaberta Carroz de Centelles, olim Josefa Dominga Catalá de Valeriola Luján y Góngora (1764-1814), ¿VI marquesa de Nules?, III duquesa de Almadóvar del Río, VII condesa de Canalejas, IX marquesa de Quirra.

1. Casó con Benito Osorio Orozco y Lasso de la Vega, IX duque de Ciudad Real, VI marqués de Zarreal, VI marqués de Olías, VII marqués de Mortara, IX marqués de San Damián, IX conde de Aramayona, VIII conde de Lences y IX conde de Biandrina. El matrimonio fue declarado nulo en 1789. La duquesa nunca se volvió a casar, y murió sin descendientes en 1814.[9]

- Felipe Carlos Osorio y de Castellví (1763/1758-1816), ¿VI marqués de Nules?, X marqués de Quirra [Sar1604], 6. Marqués de Nules. Le sucedió su hijo:

- Felipe María Osorio y de la Cueva Velasco (1795-1859), VII marqués de Nules, XI marqués de Quirra [Sar1604], 7. Marqués de Nules. Le sucedió, en 1859, su hija:

- María del Pilar Loreto Osorio y Solís (1829-1921), VIII marquesa de Nules, VII duquesa de Montellano. Le sucedió, en 1922, su hijo:

- Manuel Felipe Falcó y Osorio (1856-1927/8), IX marqués de Nules, IV duque de Fernán Nuñez. Le sucedió, en 1928, su hija:

- María del Pilar Falcó y Álvarez de Toledo (n. en 1906), X marquesa de Nules. Le sucedió, en 1992, su hijo:

- Tristán de Morenés y Falcó, XI marqués de Nules.